# Championnats du monde de slalom (canoë-kayak) 1981
Navigation
Championnats du monde de slalom 1979 Championnats du monde de slalom 1983
Les 17e Championnats du monde de slalom en canoë-kayak  se sont déroulés en 1981 à Bala au Pays de Galles, au Royaume-Uni, sous l'égide de la Fédération internationale de canoë.
La catégorie Mixte C-2 a été rétabli après avoir été supprimé lors des championnats précédents.

## Podiums

### Hommes

#### Canoë
| Épreuve        | Or                                                                                                   | Points | Argent                                                                                                | Points | Bronze                                                                                     | Points |
| C-1            | Jon Lugbill (USA)                                                                                    | 234.58 | David Hearn (USA)                                                                                     | 234.92 | Jean Sennelier (FRA)                                                                       | 246.27 |
| C-1 par équipe | États-Unis Jon Lugbill David Hearn Jon Lugbill                                                       | 251.02 | France Hervé Madore Jean Sennelier Jean Salamé                                                        | 292.69 | Allemagne de l'Ouest Gerald Moos Fredi Zimmermann Jürgen Schnitzerling                     | 333.38 |
| C-2            | États-Unis Steve Garvis Mike Garvis                                                                  | 264.23 | Allemagne de l'Ouest Dieter Welsink Peter Czupryna                                                    | 271.68 | États-Unis Paul Grabow Jefry Huey                                                          | 272.78 |
| C-2 par équipe | Grande-Bretagne Jock Young & Alistair Munro Robert Joce & Robert Owen Eric Jamieson & Robin Williams | 338.17 | Pologne Wojciech Kudlik & Jerzy Jeż Marek Maslanka & Ryszard Seruga Zbigniew Czaja & Jacek Kasprzycki | 356.30 | États-Unis Carl Gutschick & Paul Flack Paul Grabow & Jefry Huey Steve Garvis & Mike Garvis | 395.14 |

#### Kayak
| Épreuve        | Or                                                   | Points | Argent                                     | Points | Bronze                                                   | Points |
| K-1            | Richard Fox (GBR)                                    | 211.94 | Luboš Hilgert (TCH)                        | 214.35 | Jean-Yves Prigent (FRA)                                  | 219.58 |
| K-1 par équipe | Grande-Bretagne Richard Fox Albert Kerr Nicolas Wain | 246.55 | Suisse Jürg Götz Urs Steinmann Milo Duffek | 251.58 | France Jean-Yves Prigent Thierry Junquet Bernard Renault | 252.37 |

### Mixte

#### Canoë
| Épreuve | Or                                       | Points | Argent                              | Points | Bronze                                | Points |
| C-2     | États-Unis Elizabeth Turner Fritz Haller | 355.12 | États-Unis Barbara McKee John Sweet | 442.58 | États-Unis Karen Marte Brett Sorensen | 464.39 |

### Femmes

#### Kayak
| Épreuve        | Or                                                                 | Points | Argent                                                      | Points | Bronze                                            | Points |
| K-1            | Ulrike Deppe (FRG)                                                 | 257.69 | Cathy Hearn (USA)                                           | 262.79 | Jocelyne Roupioz (FRA)                            | 270.10 |
| K-1 par équipe | Allemagne de l'Ouest Ulrike Deppe Susanne Erbers Gabriele Köllmann | 303.10 | Grande-Bretagne Elizabeth Sharman Jane Roderick Susan Small | 326.80 | États-Unis Linda Harrison Cathy Hearn Yuri Kusuda | 333.69 |

## Tableau des médailles
| Rang  | Nation               | Or | Argent | Bronze | Total |
| ----- | -------------------- | -- | ------ | ------ | ----- |
| 1     | États-Unis           | 4  | 3      | 4      | 11    |
| 2     | Royaume-Uni          | 3  | 1      | 0      | 4     |
| 3     | Allemagne de l'Ouest | 2  | 0      | 1      | 3     |
| 4     | France               | 0  | 1      | 4      | 5     |
| 5     | Tchécoslovaquie      | 0  | 1      | 0      | 1     |
| 6     | Allemagne de l'Est   | 0  | 1      | 0      | 1     |
| 7     | Pologne              | 0  | 1      | 0      | 1     |
| 8     | Suisse               | 0  | 1      | 0      | 1     |
| Total | Total                | 9  | 9      | 9      | 27    |